# Giant Sparrow
Giant Sparrow — американський розробник відеоігор зі штаб-квартирою в Санта-Моніці, Каліфорнія, найбільш відомий завдяки розробці пригодницьких ігор. Її перша гра, The Unfinished Swan, вийшла у 2012 році для PlayStation 3 та у 2014 році для PlayStation 4. Останній проєкт компанії - пригодницька гра What Remains of Edith Finch, випущена у 2017 році та видана Annapurna Interactive.

## Відеоігри
The Unfinished Swan стала дебютною грою компанії, розробленою за підтримки Santa Monica Studio, однієї з дочірнії студій PlayStation Studios. Дія гри розгортається у сюрреалістичному, порожньому світі, в якому гравець, хлопчик на ім'я Монро, переслідує лебедя, що втік з картини. Гравець повинен жбурляти фарбу в біле середовище, щоб відкрити світ. Гра була випущена для PlayStation 3 23 жовтня 2012 року, для PlayStation 4 і PlayStation Vita компанією Sony Computer Entertainment у 2014 році, а порти для Windows і iOS були випущені Annapurna Interactive у 2020 році.
What Remains of Edith Finch є пригодницькою наративною грою від першої особи. Вона була випущена для Microsoft Windows і PlayStation 4 25 квітня 2017 року. 7 грудня 2017 року вона отримала нагороду «Найкраща оповідь» 2017 року за версією The Game Awards.
У розробці перебуває нова гра, яка «фокусується на чарівній красі локомоції тварин».
| Рік  | Назва                       | Видавець                                                                         | Платформи                                                                                        |
| ---- | --------------------------- | -------------------------------------------------------------------------------- | ------------------------------------------------------------------------------------------------ |
| 2012 | The Unfinished Swan         | Sony Computer Entertainment (PS3, PS4, PSV) Annapurna Interactive (Windows, iOS) | PlayStation 3, PlayStation 4, PlayStation Vita, Microsoft Windows, iOS                           |
| 2017 | What Remains of Edith Finch | Annapurna Interactive                                                            | PlayStation 4, PlayStation 5, Microsoft Windows, Xbox One, Xbox Series X/S, Nintendo Switch, iOS |